# Мейер, Отто (офицер СС)
Отто Мейер (нем. Otto Meyer; 23 декабря 1912, Мольденит — 24 августа 1944, Дюклер) — немецкий офицер войск СС, оберштурмбаннфюрер СС, кавалер Рыцарского креста Железного креста с Дубовыми листьями (посмертно).

## Биография
Отто Мейер родился 23 декабря 1912 года в городе Мольденит. С 1 мая 1928 по 30 июля 1929 был членом СА. 1 марта 1931 года вступил в НСДАП (партийный билет № 487 309) и СС (служебное удостоверение № 8 680). В октябре 1934 года Мейера перевели в штандарт СС «Дойчланд», который находился в составе частей усиления СС, предшественника войск СС. В этом подразделении Отто служил в 3-м штурме. В 1935 году окончил юнкерское училище СС в Бад-Тёльце. 20 апреля 1935 Отто Мейер стал унтерштурмфюрером СС и был назначен командиром взвода в 3-м штурме штандарта СС «Дойчланд».
Отто Мейер принял участие в Польской, Французской, Балканской кампаниях и в боях на Восточном фронте. В октябре 1939 года становится командиром 1-й батареи зенитного дивизиона СС дивизии усиления СС, а в начале 1940 года - 2-й (затем 10-й) роты полка СС «Дер Фюрер». С августа 1941 года назначен командиром 1-го батальона моторизованного полка СС «Дойчланд». 14 января 1942 за отличия в боях под Москвой награждён Немецким крестом в золоте.
С 1 февраля 1942 года Мейер был начальником группы юнкерских училищ СС в Бад-Тёльце и Брауншвейге. 27 января 1943 года Отто был переведён в формирующуюся моторизованную дивизию СС «Хоэнштауфен». В январе 1944 года Мейер становится командиром 9-го танкового полка СС «Хоэнштауфен». За отличия в боях под Тарнополем 4 июня 1944 был награждён Рыцарским крестом Железного креста.
В августе 1944 года полк Мейера был окружён англо-американскими войсками в Фалезском котле. Отто Мейер был убит в ходе попытки прорыва из «котла» 24 августа 1944 года. 30 сентября 1944 Отто был награждён посмертно дубовыми листьями к Рыцарского креста Железного креста.

## Чины
- Унтерштурмфюрер СС (20 апреля 1935)
- Оберштурмфюрер СС (1 июня 1938)
- Гауптштурмфюрер СС (9 ноября 1939)
- Штурмбаннфюрер СС (9 ноября 1941)
- Оберштурмбаннфюрер СС (9 ноября 1943)

## Награды
- Железный крест (1939)
  - 2-й степени (29 мая 1940)
  - 1-й степени (8 августа 1940)
- Медаль «За зимнюю кампанию на Востоке 1941/42» (1 августа 1942)
- Знак «за ранение»
- Немецкий крест в золоте (14 января 1942) — штурмбаннфюрер СС, командир 1-го батальона моторизованного полка СС «Дойчланд»
- Рыцарский крест Железного креста с Дубовыми листьями
  - Рыцарский крест (4 июня 1944) — оберштурмбаннфюрер СС, командир 9-го танкового полка СС «Хоэнштауфен»
  - Дубовые листья (№ 601) (30 сентября 1944) — оберштурмбаннфюрер СС, командир 9-го танкового полка СС «Хоэнштауфен» (посмертно)